# Märta Brayer
Märta Ingegerd Margaretha Brayer, född 28 februari 1922 i Stockholm, död 10 december 2000 i Paris, var en svensk-fransk målare, tecknare och grafiker.
Hon var dotter till majoren Carl Gustaf Hugo Carlsson Leijonhielm och Emma Posse och från 1953 gift med Alain Charles Henri Jean Brayer samt syster till Görel Margaretha Elisabeth Christina Leijonhielm. Brayer studerade vid Ollers målarskola 1940 och för Akke Kumlien och Harald Sallberg 1942–1945 och vid Otte Skölds målarskola 1945 samt vid Konsthögskolan 1946–1949. Efter studierna har hon huvudsakligen varit bosatt i Frankrike varifrån hon företog studieresor till Nederländerna, England, Spanien och Italien. Separat ställde hon ut i Värnamo 1948 och på Galerie Yves Michel i Paris 1965, Hon medverkade i Nationalmuseums utställning Unga tecknare och upprepade gånger i Salon des Indépendants i Paris och andra franska utställningar. Hon målade med en bred motivbas i skiftande tekniker i olja, pastell, gouache eller akvarell och signerar sina arbeten med Märta Leion.  
Brayer finns representerad vid Nationalmuseum i Stockholm.